# Mortoniella atenuata
Mortoniella atenuata là một loài Trichoptera trong họ Glossosomatidae. Chúng phân bố ở vùng Tân nhiệt đới.